# Primeiro-ministro da Letônia
O primeiro-ministro da Letónia (em letão:  Ministru prezidents) é o chefe de governo da República da Letônia e o membro mais poderoso do governo da Letónia e preside o Gabinete de Ministros da Letónia. O primeiro-ministro é nomeado pelo Presidente da Letónia, mas deve obter o apoio da maioria do Saeima (o parlamento).
De 1990 a 6 de julho de 1993, o cargo era conhecido como Presidente do Conselho de Ministros, mas geralmente é considerado como tendo sido o mesmo papel.
Uma tradução direta do termo oficial da Letônia é o ministro-presidente. Embora o equivalente seja usado em alguns idiomas europeus, ele não é usado convencionalmente em português.

## Lista de primeiros-ministros

### 1918-1940
Partido político:       LZS       Independente       SDML       DC       PA       LJSP       CPSU
| No.           | Retrato               | Nome (nascimento–morte)                                                                 | Mandato                | Mandato                | Mandato | Partido político                                               | Coalizão                        | Coalizão                                                                              | Saeima      |
| No.           | Retrato               | Nome (nascimento–morte)                                                                 | Assumiu o cargo        | Deixou                 | Dias    | Partido político                                               | Coalizão                        | Coalizão                                                                              | Saeima      |
| ------------- | --------------------- | --------------------------------------------------------------------------------------- | ---------------------- | ---------------------- | ------- | -------------------------------------------------------------- | ------------------------------- | ------------------------------------------------------------------------------------- | ----------- |
| 1 (1 de 4)[1] |                       | Kārlis Ulmanis (1877–1942) Primeiro Ministro do governo provisório 1º Primeiro Ministro | 18 de novembro de 1918 | 13 de julho de 1919    | 944     | União de Fazendeiros da Letônia (LZS)                          | I                               | LZS – LNP – DC – DS                                                                   | PC          |
| 1 (1 de 4)[1] | 14 de julho de 1919   | Kārlis Ulmanis (1877–1942) Primeiro Ministro do governo provisório 1º Primeiro Ministro | 8 de dezembro de 1919  | II                     | 944     | União de Fazendeiros da Letônia (LZS)                          | LZS – LZNP DC (se aliou depois) | PC ( ···· )                                                                           |             |
| 1 (1 de 4)[1] | 9 de dezembro de 1919 | Kārlis Ulmanis (1877–1942) Primeiro Ministro do governo provisório 1º Primeiro Ministro | 11 de junho de 1920    | III                    | 944     | União de Fazendeiros da Letônia (LZS)                          | LZS – LZNP DS (se aliou depois) | PC ( ···· )                                                                           |             |
| 1 (1 de 4)[1] | 12 de junho de 1920   | Kārlis Ulmanis (1877–1942) Primeiro Ministro do governo provisório 1º Primeiro Ministro | 18 de junho de 1921    | IV                     | 944     | União de Fazendeiros da Letônia (LZS)                          | LZS – DS – LDP DS saiu depois   | CA (1920)                                                                             |             |
| 2 (1 de 2)    |                       | Zigfrīds Anna Meierovics (1887–1925) 2º primeiro ministro                               | 19 de junho de 1921    | 26 de janeiro de 1923  | 587     | União de Fazendeiros da Letônia (LZS)                          | I                               | LZS – DC – MP – LTP LTP exited later                                                  | CA ( ···· ) |
| 3             |                       | Jānis Pauļuks (1865–1937) 3º primeiro ministro                                          | 27 de janeiro de 1923  | 27 de junho de 1923    | 152     | Independente                                                   | I                               | LZS – LSPDS – DC – LJS – MP                                                           | 1 (1922)    |
| 2 (2 de 2)    |                       | Zigfrīds Anna Meierovics (1887–1925)                                                    | 28 de junho de 1923    | 26 de janeiro de 1924  | 213     | União de Fazendeiros da Letônia (LZS)                          | II                              | LZS – LSPDS – DC – LJS – MP                                                           | 1 ( ···· )  |
| 4             |                       | Voldemārs Zāmuēls (1872–1948) 4º primeiro ministro                                      | 27 de janeiro de 1924  | 18 de dezembro de 1924 | 327     | Independente                                                   | I                               | BNC – DC – LJS                                                                        | 1 ( ···· )  |
| 5 (1 de 2)    |                       | Hugo Celmiņš (1877–1941) 5º primeiro ministro                                           | 19 de dezembro de 1924 | 23 de dezembro de 1925 | 370     | União de Fazendeiros da Letônia (LZS)                          | I                               | LZS – DC MP and LJS joined later                                                      | 1 ( ···· )  |
| 1 (2 de 4)    |                       | Kārlis Ulmanis (1877–1942)                                                              | 24 de dezembro de 1925 | 6 de maio de 1926      | 134     | União de Fazendeiros da Letônia (LZS)                          | V                               | LZS – LJSP – LJS – LZP NA (se aliou depois)                                           | 2 (1925)    |
| 6             |                       | Arturs Alberings (1877–1934) 6º primeiro ministro                                       | 7 de maio de 1926      | 18 de dezembro de 1926 | 226     | União de Fazendeiros da Letônia (LZS)                          | I                               | LZS – DC – LJSP – LJS – LZP                                                           | 2 ( ···· )  |
| 7 (1 de 2)    |                       | Marģers Skujenieks (1886–1941) 7º primeiro ministro                                     | 19 de dezembro de 1926 | 23 de janeiro de 1928  | 401     | União de Social-democratas da Letônia (MP)                     | I                               | LSDSP – MP – LPP – DC – LJS DC saiu do gabinete                                       | 2 ( ···· )  |
| 8             |                       | Pēteris Juraševskis (1872–1945) 8º primeiro ministro                                    | 24 de janeiro de 1928  | 30 de novembro de 1928 | 312     | Centro Democrático (DC)                                        | I                               | LZS – DC – LZP – VRP / DbRP                                                           | 2 ( ···· )  |
| 5 (2 de 2)    |                       | Hugo Celmiņš (1877–1941)                                                                | 1 de dezembro de 1928  | 26 de março de 1931    | 846     | União de Fazendeiros da Letônia (LZS)                          | II                              | LZS – DC – LJSP – LDZA – LA – KNP – VRP / DbRP DC, KNP, VRP / DbRP saíram do gabinete | 3 (1928)    |
| 1 (3 de 4)    |                       | Kārlis Ulmanis (1877–1942)                                                              | 27 de março de 1931    | 5 de dezembro de 1931  | 254     | União de Fazendeiros da Letônia (LZS)                          | VI                              | LZS – LJSP – LDZA – NA – MKRA – LKZP – LPP                                            | 3 ( ···· )  |
| 7 (2 de 2)    |                       | Marģers Skujenieks (1886–1941)                                                          | 6 de dezembro de 1931  | 23 de março de 1933    | 474     | Associação Progressista de Novos Fazendeiros (PA)              | II                              | PA – DC – LZS – LZPA LJSP se aliou depois                                             | 4 (1931)    |
| 9             |                       | Ādolfs Bļodnieks (1889–1962) 9º primeiro ministro                                       | 24 de março de 1933    | 16 de março de 1934    | 358     | Partido dos novos fazendeiros e pequenos donos de terra (LJSP) | I                               | LJSP – LZS – DC – LZPA – PA – LKKP – KDP DC, PA sairam do gabinete                    | 4 ( ···· )  |
| 1 (4 de 4)[2] |                       | Kārlis Ulmanis (1877–1942)                                                              | 17 de março de 1934    | 15 de maio de 1934     | 2287    | União de Fazendeiros da Letônia (LZS)                          | VII                             | LZS – KA – LKKP – LPP – KDP                                                           | 4 ( ···· )  |
|               | 15 de maio de 1934    | Kārlis Ulmanis (1877–1942)                                                              | 19 de junho de 1940    | Independente           | 2287    | VIII                                                           | Sem partido                     | Dis.                                                                                  |             |
| –[3]          |                       | Augusts Kirhenšteins (1872–1963)                                                        | 20 de junho de 1940    | 25 de agosto de 1940   | 66      | CPSU                                                           | I                               | CSPU                                                                                  | Dis.        |

### 1990–presente
Depois de 4 maio de 1990, quando foi feita a Declaração de Restauração da Independência da República
Partido político:       LTF       LC       Independente       TB/LNNK       TP       JL       LZP       LPP/LC       V       LP       JV       SDPS
| No.         | Retrato                 | Nome (nascimento–morte)                                    | Mandato                 | Mandato                 | Mandato | Partido político                                        | Coalizão                                                                      | Coalizão                                                          | Saeima      |
| No.         | Retrato                 | Nome (nascimento–morte)                                    | Assumiu o cargo         | Deixou                  | Dias    | Partido político                                        | Coalizão                                                                      | Coalizão                                                          | Saeima      |
| ----------- | ----------------------- | ---------------------------------------------------------- | ----------------------- | ----------------------- | ------- | ------------------------------------------------------- | ----------------------------------------------------------------------------- | ----------------------------------------------------------------- | ----------- |
| 10 (1 de 2) |                         | Ivars Godmanis (nascido em 1951) 10º primeiro ministro     | 7 de maio de 1990       | 3 de agosto de 1993     | 1136    | Frente Popular Letã (LTF)                               | I                                                                             | LTF LC se aliou depois                                            | SC (1990)   |
| 11          |                         | Valdis Birkavs (nascido em 1942) 11º primeiro ministro     | 3 de agosto de 1993     | 15 de setembro de 1994  | 408     | Caminho Letão (LC)                                      | I                                                                             | LC – LZS – LZP                                                    | 5 (1993)    |
| 12          |                         | Māris Gailis (nascido em 1951) 12º primeiro ministro       | 15 de setembro de 1994  | 21 de dezembro de 1995  | 462     | Caminho Letão (LC)                                      | I                                                                             | LC – TPA – LZS – LZP TB se aliou depois e saiu do gabinete        | 5 ( ···· )  |
| 13 (1 de 2) |                         | Andris Šķēle (nascido em 1958) 13º primeiro ministro       | 21 de dezembro de 1995  | 13 de fevereiro de 1997 | 595     | Independente                                            | I                                                                             | DP‘S’ – TB – LC – LNNK – LZS – LZP – LVP                          | 6 (1995)}}  |
| 13 (1 de 2) | 13 de fevereiro de 1997 | Andris Šķēle (nascido em 1958) 13º primeiro ministro       | 7 de agosto de 1997     | II                      | 595     | Independente                                            | DP‘S’ – TB – LC – LNNK – LZS – LZP KDS se aliou depois                        | 6 ( ···· )                                                        |             |
| 14          |                         | Guntars Krasts (nascido em 1957) 14º primeiro ministro     | 7 de agosto de 1997     | 26 de novembro de 1998  | 476     | Pela Pátria e Liberdade/LNNK (TB/LNNK)                  | I                                                                             | TB/LNNK – LC – LZS – LZP – DPS – KTP DPS e KTP saíram do gabinete | 6 ( ···· )  |
| 15          |                         | Vilis Krištopans (nascido em 1954) 15º primeiro ministro   | 26 de novembro de 1998  | 16 de julho de 1999     | 232     | Caminho Letão (LC)                                      | I                                                                             | LC – TB/LNNK – JP LSDSP se aliou depois                           | 7 (1998)    |
| 13 (2 de 2) |                         | Andris Šķēle (nascido em 1958)                             | 16 de julho de 1999     | 5 de maio de 2000       | 294     | Partido Popular (TP)                                    | III                                                                           | TP – LC – TB/LNNK                                                 | 7 ( ···· )  |
| 16          |                         | Andris Bērziņš (nascido em 1951) 16º primeiro ministro     | 5 de maio de 2000       | 7 de novembro de 2002   | 916     | Caminho Letão (LC)                                      | I                                                                             | LC – TP – TB/LNNK – JP                                            | 7 ( ···· )  |
| 17          |                         | Einars Repše (nascido em 1961) 17º primeiro ministro       | 7 de novembro de 2002   | 9 de março de 2004      | 488     | Partido Nova Era (JL)                                   | I                                                                             | JL – TB/LNNK – LZS – LPP – LZP LPP saiu do gabinete               | 8 (2002)    |
| 18          |                         | Indulis Emsis (nascido em 1952) 18º primeiro ministro      | 9 de março de 2004      | 2 de dezembro de 2004   | 268     | Partido Verde Letão (LZP)                               | I                                                                             | TP – LPP – LZS – LZP                                              | 8 ( ···· )  |
| 19          |                         | Aigars Kalvītis (nascido em 1966) 19º primeiro ministro    | 2 de dezembro de 2004   | 7 de novembro de 2006   | 1113    | Partido Popular (TP)                                    | I                                                                             | TP – JL – LZS – LPP – LZP JL saiu do gabinete                     | 8 ( ···· )  |
| 19          | 7 de novembro de 2006   | Aigars Kalvītis (nascido em 1966) 19º primeiro ministro    | 20 de dezembro de 2007  | II                      | 1113    | Partido Popular (TP)                                    | TP – LZS – LPP – TB/LNNK – LZP – LC                                           | 9 (2006)                                                          |             |
| 10 (2 de 2) |                         | Ivars Godmanis (nascido em 1951)                           | 20 de dezembro de 2007  | 12 de março de 2009     | 448     | Primeiro Partido da Letônia/Caminho Letão (LPP/LC)      | II                                                                            | LPP/LC – TP – LZS – TB/LNNK – LZP                                 | 9 ( ···· )  |
| 20          |                         | Valdis Dombrovskis (nascido em 1971) 20º primeiro ministro | 12 de março de 2009     | 3 de novembro 2010      | 1777    | Partido Nova Era (JL) JL mais adiante substituído por V | I                                                                             | JL – TP – TB/LNNK – LZS – LZP – PS                                | 9 ( ···· )  |
| 20          | 3 de novembro de 2010   | Valdis Dombrovskis (nascido em 1971) 20º primeiro ministro | 25 de outubro de 2011   | II                      | 1777    | Partido Nova Era (JL) JL mais adiante substituído por V | JL – PS – SCP – LZS – LZP – LP JL, PS, SCP, LP mais adiante substituído por V | 10 (2010)                                                         |             |
|             | 25 de outubro de 2011   | Valdis Dombrovskis (nascido em 1971) 20º primeiro ministro | 22 de janeiro de 2014   | Unidade (V)             | 1777    | III                                                     | V – ZRP – NA                                                                  | 11 (2011)                                                         |             |
| 21          |                         | Laimdota Straujuma (nascida em 1951) 21º primeira ministra | 22 de janeiro de 2014   | 5 de novembro de 2014   | 750     | Unidade (V)                                             | I                                                                             | V – RP – NA – LZS – LZP                                           | 11 ( ···· ) |
| 21          | 5 de novembro de 2014   | Laimdota Straujuma (nascida em 1951) 21º primeira ministra | 11 de fevereiro de 2016 | II                      | 750     | Unidade (V)                                             | V – NA – LZS – LZP – LuV – LP                                                 | 12 (2014)                                                         |             |
| 22          |                         | Māris Kučinskis (nascido em 1961) 22º primeiro ministro    | 11 de fevereiro de 2016 | 23 de janeiro de 2019   | 1077    | Liepāja Party (LP)                                      | I                                                                             | V – NA – LZS – LZP – LuV – LP                                     | 12 ( ···· ) |
| 23          |                         | Krišjānis Kariņš (nascido em 1964) 23º primeiro ministro   | 23 de janeiro de 2019   | 15 de setembro de 2023  | 2248    | Nova Unidade (JV)                                       | I                                                                             | JV – JKP – KPV LV – A/P! – NA KPV LV saiu do gabinete             | 13 (2018)   |
| 24          |                         | Evika Siliņa (nascida em 1975) 24.º primeira-ministra      | 15 de setembro de 2023  | incumbente              | 552     | Nova Unidade (JV)                                       | I                                                                             | JV – ZZS – PRO KPV LV saiu do gabinete                            | 14 (2022)   |

### Estatísticas
| #    | Primeiro Ministro    | Data de nascimento      | Idade na ascensão (primeiro mandato) | Tempo no cargo (total) | Idade quando saiu (ultimo mandato) | Data da morte          | Longevidade              |
| ---- | -------------------- | ----------------------- | ------------------------------------ | ---------------------- | ---------------------------------- | ---------------------- | ------------------------ |
| 1    | Kārlis Ulmanis       | 4 de setembro de 1877   | 41 anos e 75 dias                    | 9 anos e 334 dias      | 62 anos e 287 dias                 | 20 de setembro de 1942 | 65 anos e 16 dias        |
| 2    | Zigfrīds Meierovics  | 6 de fevereiro de 1887  | 34 anos e 133 dias                   | 2 anos e 70 dias       | 36 anos e 354 dias                 | 22 de agosto de 1925   | 38 anos e 197 dias       |
| 3    | Jānis Pauļuks        | 12 de novembro de 1865  | 57 anos e 76 dias                    | 0 anos e 152 dias      | 57 anos e 228 dias                 | 21 de junho de 1937    | 71 anos e 221 dias       |
| 4    | Voldemārs Zāmuēls    | 22 de maio de 1872      | 51 anos e 250 dias                   | 0 anos e 327 dias      | 52 anos e 210 dias                 | 25 de setembro de 1944 | 75 anos e 239 dias       |
| 5    | Hugo Celmiņš         | 30 de outubro de 1877   | 47 anos e 50 dias                    | 3 anos e 121 dias      | 53 anos e 147 dias                 | 30 de julho de 1941    | 63 anos e 273 dias       |
| 6    | Arturs Alberings     | 8 de janeiro de 1876    | 50 anos e 119 dias                   | 0 anos e 226 dias      | 50 anos e 345 dias                 | 26 de abril de 1934    | 58 anos e 108 dias       |
| 7    | Marģers Skujenieks   | 22 de junho de 1886     | 40 anos e 180 dias                   | 2 anos e 145 dias      | 46 anos e 274 dias                 | 12 de julho de 1941    | 55 anos e 20 dias        |
| 8    | Pēteris Juraševskis  | 23 de março de 1872     | 55 anos e 307 dias                   | 0 anos e 312 dias      | 56 anos e 252 dias                 | 10 de janeiro de 1945  | 72 anos e 293 dias       |
| 9    | Ādolfs Bļodnieks     | 24 de julho de 1889     | 43 anos e 243 dias                   | 0 anos e 358 dias      | 44 anos e 235 dias                 | 21 de março de 1962    | 72 anos e 240 dias       |
| -[3] | Augusts Kirhenšteins | 18 de setembro de 1872  | 67 anos e 276 dias                   | 0 anos e 66 dias       | 67 anos e 342 dias                 | 11 de novembro de 1963 | 91 anos e 46 dias        |
| 10   | Ivars Godmanis       | 27 de novembro de 1951  | 38 anos e 161 dias                   | 4 anos e 124 dias      | 57 anos e 105 dias                 | vivo                   | 73 anos, 113 dias (vivo) |
| 11   | Valdis Birkavs       | 28 de julho de 1942     | 51 anos e 6 dias                     | 1 ano e 43 dias        | 52 anos e 49 dias                  | vivo                   | 82 anos, 235 dias (vivo) |
| 12   | Māris Gailis         | 9 de julho de 1951      | 43 anos e 37 dias                    | 1 ano e 97 dias        | 44 anos e 165 dias                 | vivo                   | 73 anos, 254 dias (vivo) |
| 13   | Andris Šķēle         | 16 de janeiro de 1958   | 37 anos e 339 dias                   | 2 anos e 159 dias      | 42 anos e 110 dias                 | vivo                   | 67 anos, 63 dias (vivo)  |
| 14   | Guntars Krasts       | 16 de outubro de 1957   | 39 anos e 295 dias                   | 1 anos e 111 dias      | 41 anos e 51 dias                  | vivo                   | 67 anos, 155 dias (vivo) |
| 15   | Vilis Krištopans     | 13 de junho de 1954     | 44 anos e 166 dias                   | 0 anos e 232 dias      | 45 anos e 33 dias                  | vivo                   | 70 anos, 280 dias (vivo) |
| 16   | Andris Bērziņš       | 4 de agosto de 1951     | 48 anos e 275 dias                   | 2 anos e 186 dias      | 51 anos e 95 dias                  | vivo                   | 73 anos, 228 dias (vivo) |
| 17   | Einars Repše         | 9 de dezembro de 1961   | 40 anos e 333 dias                   | 1 anos e 123 dias      | 42 anos e 91 dias                  | vivo                   | 63 anos, 101 dias (vivo) |
| 18   | Indulis Emsis        | 2 de janeiro de 1952    | 52 anos e 67 dias                    | 0 anos e 268 dias      | 52 anos e 335 dias                 | vivo                   | 73 anos, 77 dias (vivo)  |
| 19   | Aigars Kalvītis      | 27 de junho de 1966     | 38 anos e 158 dias                   | 3 anos e 18 dias       | 42 anos e 91 dias                  | vivo                   | 58 anos, 266 dias (vivo) |
| 20   | Valdis Dombrovskis   | 5 de agosto de 1971     | 37 anos e 219 dias                   | 4 anos e 316 dias      | 42 anos e 170 dias                 | vivo                   | 53 anos, 227 dias (vivo) |
| 21   | Laimdota Straujuma   | 24 de fevereiro de 1951 | 62 anos e 332 dias                   | 2 anos e 20 dias       | 64 anos e 352 dias                 | vivo                   | 74 anos, 24 dias (vivo)  |
| 22   | Māris Kučinskis      | 28 de novembro de 1961  | 54 anos e 75 dias                    | 2 anos e 345 dias      | 57 anos e 56 dias                  | vivo                   | 63 anos, 112 dias (vivo) |
| 23   | Krišjānis Kariņš     | 13 de dezembro de 1964  | 54 anos e 41 dias                    | 6 anos, 56 dias        | 58 anos e 276 dias                 | vivo                   | 60 anos, 97 dias (vivo)  |
| 24   | Evika Siliņa         | 3 de agosto de 1975     | 48 anos e 43 dias                    | 1 ano, 186 dias        | —                                  | viva                   | 49 anos, 229 dias (viva) |

Notas
1 Durante a Guerra da Independência de 1918-1920, a Letônia foi contestada por dois outros governos: o governo da Letônia Soviética, liderado por Pēteris Stučka, e o governo de Andrievs Niedra, apoiado pelos Germano-balticos. Algumas fontes podem listar Stučka e Niedra como primeiros-ministros nos períodos em que seus governos controlavam a maior parte da Letônia.
2  Em 15 de maio de 1934, o primeiro ministro Ulmanis dissolveu o parlamento e baniu todos os partidos políticos (incluindo o seu próprio), fundando um regime autoritário.
3  Líder títere nomeado pelas autoridades soviéticas. Não reconhecido como tal pelo governo letão.